# Myconita
Myconita is een geslacht van vlinders van de familie tastermotten (Gelechiidae).

## Soorten
- M. lipara Bradley, 1953
- M. plutelliformis (Snellen, 1901)